# Ontherus gilli
Ontherus gilli är en skalbaggsart som beskrevs av François Génier 1996. Ontherus gilli ingår i släktet Ontherus och familjen bladhorningar. Inga underarter finns listade i Catalogue of Life.